# الزعلة (حبيش)

تعديل مصدري - تعديل

الزعلة محلة تابعة لقرية المعرمة، التابعة لعزلة جبل خضراء بمديرية حبيش إحدى مديريات محافظة إب في الجمهورية اليمنية، بلغ تعداد سكانها 51 حسب تعداد اليمن لعام 2004.